# IO Interactive
IO Interactive (IOI) — данська компанія з розробки відеоігор, була дочірнім підприємством Square Enix, а ще раніше —  Eidos Interactive. Компанія була заснована у вересні 1998 року групою розробників Reto-Moto, сформованої з колишніх співробітників компаній Zyrinx і Lemon. Головною роботою компанії є ігри серії «Hitman». Крім того, IO Interactive розробила дві гри серії «Kane & Lynch» та деякі інші. У всіх своїх іграх IO Interactive використовує власний внутрішній ігровий рушій «Glacier engine». 
У кінці жовтня 2010 року сайт Eurogamer повідомив, що кількома днями раніше штат співробітників IO Interactive був скорочений на 35 осіб. Джерелом цих відомостей став Джордж Брусард (англ. George Broussard), один із засновників компанії 3D Realms, який залишив відповідне повідомлення на своїй twitter-сторінці. Крім цього, Бруссард повідомив, що одночасно зі звільненнями було скасовано якийсь проєкт.
У травні 2017 року Square Enix припинила фінансування IO Interactive і почала шукати покупця для студії. У червні 2017 року IO Interactive здійснила викуп менеджменту, ставши незалежною та повернувши собі права на франшизи Hitman та Freedom Fighters.  Станом на січень 2021 року в IO Interactive працює 200 осіб і керує двома дочірніми студіями: IOI Malmö у Мальме, Швеція, та IOI Barcelona у Барселоні, Іспанія. 

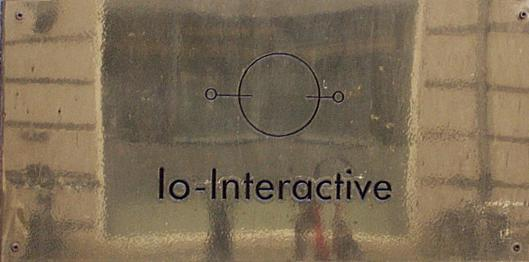
Табличка ззовні колишньої будівлі студії "IO Interactive" за адресою Farvergade 2, Копенгаген

## Розроблені відеоігри
| Рік видання                                                                                  | Назва                     | Видавець                               | Платформа | Платформа | Платформа | Платформа | Платформа | Платформа | Платформа | Платформа | Платформа | Платформа | Платформа | Платформа | Платформа | Платформа | Платформа | Платформа |
| Рік видання                                                                                  | Назва                     | Видавець                               | NGC       | Wii       | NDS       | PS2       | PS3       | PS4       | PS5       | Win       | OSX       | Linux     | Xbox      | X360      | XOne      | XBX       | OnLive    | Stadia    |
| -------------------------------------------------------------------------------------------- | ------------------------- | -------------------------------------- | --------- | --------- | --------- | --------- | --------- | --------- | --------- | --------- | --------- | --------- | --------- | --------- | --------- | --------- | --------- | --------- |
| 19 листопада 2000                                                                            | Hitman: Codename 47       | Eidos Interactive                      | Ні        | Ні        | Ні        | Ні        | Ні        | Ні        | Ні        | Так       | Ні        | Ні        | Ні        | Ні        | Ні        | Ні        | Ні        | Ні        |
| 1 жовтня 2002                                                                                | Hitman 2: Silent Assassin | Eidos Interactive                      | Так       | Ні        | Ні        | Так       | Ні        | Ні        | Ні        | Так       | Ні        | Ні        | Так       | Ні        | Ні        | Ні        | Ні        | Ні        |
| 26 вересня 2006                                                                              | Freedom Fighters          | Eidos Interactive                      | Так       | Ні        | Ні        | Так[a]    | Ні        | Ні        | Ні        | Так       | Ні        | Ні        | Так       | Ні        | Ні        | Ні        | Ні        | Ні        |
| 21 квітня 2006                                                                               | Hitman: Contracts         | Eidos Interactive                      | Ні        | Ні        | Ні        | Так[a]    | Ні        | Ні        | Ні        | Так       | Ні        | Ні        | Так       | Ні        | Ні        | Ні        | Ні        | Ні        |
| 26 травня 2006                                                                               | Hitman: Blood Money       | Eidos Interactive                      | Ні        | Ні        | Ні        | Так[a]    | Ні        | Так[b]    | Ні        | Так       | Ні        | Ні        | Так       | Так       | Так[b]    | Ні        | Ні        | Ні        |
| 14 листопада 2009                                                                            | Kane & Lynch: Dead Men    | Eidos Interactive                      | Ні        | Ні        | Ні        | Ні        | Так       | Ні        | Ні        | Так       | Ні        | Ні        | Ні        | Так       | Ні        | Ні        | Ні        | Ні        |
| 8 вересня 2009                                                                               | Mini Ninjas               | Eidos Interactive                      | Ні        | Так       | Так       | Ні        | Так       | Ні        | Ні        | Так       | Ні        | Ні        | Ні        | Так       | Ні        | Ні        | Так       | Ні        |
| 17 серпня 2010                                                                               | Kane & Lynch 2: Dog Days  | Eidos Interactive                      | Ні        | Ні        | Ні        | Ні        | Так       | Ні        | Ні        | Так       | Ні        | Ні        | Ні        | Так       | Ні        | Ні        | Ні        | Ні        |
| 15 травня 2012                                                                               | Hitman: Sniper Challenge  | Square Enix                            | Ні        | Ні        | Ні        | Ні        | Так       | Ні        | Ні        | Так       | Ні        | Ні        | Ні        | Так       | Ні        | Ні        | Ні        | Ні        |
| 20 листопада 2012                                                                            | Hitman: Absolution        | Square Enix                            | Ні        | Ні        | Ні        | Ні        | Так       | Так[b]    | Ні        | Так       | Так       | Ні        | Ні        | Так       | Так[b]    | Ні        | Ні        | Ні        |
| 11 березня 2016                                                                              | Hitman                    | Square Enix                            | Ні        | Ні        | Ні        | Ні        | Ні        | Так       | Ні        | Так       | Так       | Так       | Ні        | Ні        | Так       | Ні        | Ні        | Так       |
| 13 листопада 2018                                                                            | Hitman 2                  | Warner Bros. Interactive Entertainment | Ні        | Ні        | Ні        | Ні        | Ні        | Так       | Ні        | Так       | Ні        | Ні        | Ні        | Ні        | Так       | Ні        | Ні        | Так       |
| Січень 2021                                                                                  | Hitman 3                  | IO Interactive                         | Ні        | Ні        | Ні        | Ні        | Ні        | Так       | Так       | Так       | Ні        | Ні        | Ні        | Ні        | Так       | Так       | Ні        | Так       |
| ↑ a Як частина видання Hitman Trilogy. ↑ b Як частина видання Hitman HD Enhanced Collection. |                           |                                        |           |           |           |           |           |           |           |           |           |           |           |           |           |           |           |           |